# 10 jours encore sans maman
10 jours encore sans maman és una pel·lícula francesa de 2023 dirigida per Ludovic Bernard. Segueix 10 dies sense la mama, del mateix director, estrenada el 2020. S'ha doblat i subtitulat al català.
El rodatge va començar el 22 de març de 2022 a Courchevel, a la Savoia. També va tenir lloc a l'Illa de França, en particular a les andanes de l'estació de París-Lió.